# Snedker- og Tømrerforbundet i Danmark
Snedker- og Tømrerforbundet i Danmark var et dansk fagforbund under LO, som organiserede snedkere og tømrere. 
Forbundet blev grundlagt i 1970 ved en fusion af Snedkerforbundet i Danmark (grundlagt 1885) og Dansk Tømrer-Forbund (grundlagt 1890). I 1975 blev blev også Glasmestersvendenes Forbund sammensluttet med Snedker- og Tømrerforbundet. I 1984 blev Sadelmager- og Tapetsererforbundet en del af forbundet.
I 1997 gik forbundet sammen med Træindustriforbundet til Træ-Industri-Byg. Ved fusionen havde Snedker- og Tømrerforbundet 47.400 medlemmer.